# Driver's High
«Driver's High» es una de las canciones más conocidas del grupo japonés L'Arc~en~Ciel tanto en su país como en occidente, ya que es el opening del anime GTO. El sencillo se lanzó un mes después de ark, el álbum donde se incluye. El videoclip se rodó en Estados Unidos. 
| #  | Título                         | Compuesta por:                         |
| -- | ------------------------------ | -------------------------------------- |
| 1. | Driver's High                  | hyde (letra) tetsu (música)            |
| 2. | cradle -down to the earth mix- | hyde (letra) yukihiro (música y remix) |